# Federico Puppo
Federico Puppo (ur. 6 grudnia 1986 roku) – urugwajski piłkarz grający na pozycji napastnika w klubie Defensor Sporting, do którego jest wypożyczony z Chicago Fire.